# 대한민국의 여자 국회의원 목록
이 문서는 역대 여성 국회의원에 대한 문서이다. 분류는 당별, 선(選)수별로 되어있다.
제1대
- 임영신(任永信) - 조선여자국민당(초선)

제2대
- 임영신(任永信) - 조선여자국민당(재선)
- 박순천(朴順天) - 대한부인회(초선)

제3대
- 김철안(金喆安) - 자유당(초선)

제4대
- 김철안(金喆安), 박현숙(朴賢淑) - 자유당(초선)
- 박순천(朴順天) - 민주당(재선)

제5대
- 박순천(朴順天) - 민주당(삼선)

제6대
- 박순천(朴順天) - 민주당(4선)
- 박현숙(朴賢淑) - 민주공화당(재선)

제7대
- 김옥선(金玉仙, 초선), 박순천(朴順天, 5선) - 신민당
- 이매리 - 공화당

제8대
- 모윤숙(毛允淑), 김현숙(金賢淑), 편정희(片貞姬), 김옥자(金玉子) - 공화당
- 김윤덕(金胤德) - 신민당(초선)

제9대
- 김옥선(金玉仙, 재선), 김윤덕(金胤德, 재선) - 신민당
- 구임회(具姙會), 김옥자(金玉子), 박정자(朴貞子), 서영희(徐英姬), 이범준(李範俊), 이숙종(李淑鐘), 정복향(鄭福香), 허무인(許戊寅), 이승복(李承福), 윤여훈(尹汝訓) - 유신정우회

제10대
- 김윤덕(金胤德, 삼선) - 신민당
- 김영자(金英子), 김옥렬(金玉烈), 박현서(朴賢緖),서영희(徐英姬, 재선), 신동순(申東順), 윤여훈(尹汝訓), 현기순(玄己順) - 유신정우회

제11대
- 김정례(金正禮), 김현자(金賢子), 김막임(金漠姙), 이윤자(李潤子), 이경숙(李慶淑), 김행자(金幸子), 문용주(文龍珠) - 민주정의당
- 황산성(黃山城) - 민주한국당

제12대
- 김정례(金正禮, 재선),김현자(金賢子, 재선), 김영정(金榮禎), 한양순(韓陽順), 양경자(梁慶子), 박혜경(朴惠慶), 김장숙(金長淑) - 민주정의당

제13대
- 이윤자(李潤子),김장숙(金長淑, 재선),양경자(梁慶子,재선), 신영순(申榮順), 도영심(都英心) - 민주정의당 -> 민주자유당
- 박영숙(朴英淑) - 평화민주당

제14대
- 강선영(姜善泳), 주양자(朱良子) - 민주자유당 -> 신한국당
- 이우정(李遇貞) - 민주당
- 강부자(姜富子) - 통일국민당

제15대
- 박근혜(朴槿惠), 권영자(權英子), 오양순(吳陽順), 김영선(金映宣), 양창순(楊昌順), 박윤옥(朴允玉) - 신한국당 -> 한나라당
- 추미애(秋美愛), 정희경(鄭嬉卿), 신낙균(申樂均), 이미경(李美慶), 한영애(韓英愛) - 새정치국민회의 -> 새천년민주당
- 임진출(林鎭出) - 무소속

제16대
- 박근혜 (朴槿惠, 재선), 김영선 (金映宣, 재선), 전재희(全在姬), 이연숙(李蓮淑), 김정숙(金貞淑), 임진출(林鎭出), 손희정(孫希政) - 한나라당
- 최영희(崔榮熙), 한명숙(韓明淑), 이미경(李美慶), 허운나(許雲那), 김방림(金芳林), 김화중(金花中), 조배숙(趙培淑),추미애(秋美愛, 재선), 장영신(張英信), 김희선(金希宣), 김경천(金敬天) - 새천년민주당
- 강숙자(姜淑子) - 민주국민당
- 5% 이하이던 여성의원이 최초로 20명을 넘긴 수로 진입.

제17대
열린우리당
1. 이미경(3선)
2. 김희선
3. 한명숙
4. 조배숙(이상 재선)
5. 김선미
6. 장향숙
7. 김명자
8. 이경숙
9. 홍미영
10. 박영선
11. 김현미
12. 김영주
13. 강혜숙
14. 이은영
15. 윤원호
16. 유승희
17. 장복심
18. 서혜석
19. 신명

한나라당
1. 박근혜
2. 김영선(이상 3선)
3. 전재희(재선)
4. 이혜훈
5. 김희정
6. 김애실
7. 박찬숙
8. 송영선
9. 전여옥
10. 이계경
11. 나경원
12. 김영숙
13. 고경화
14. 진수희
15. 안명옥
16. 박순자
17. 문희

민주노동당
1. 심상정
2. 이영순
3. 최순영
4. 현애자

새천년민주당
1. 손봉숙
2. 이승희
3. 김송자

제18대
한나라당
1. 박근혜
2. 김영선(이상 4선)
3. 전재희(3선)
4. 나경원
5. 진수희
6. 전여옥
7. 이혜훈
8. 박순자(이상 재선)
9. 박영아
10. 정미경
11. 강명순
12. 배은희
13. 이정선
14. 김소남
15. 이은재
16. 김금래
17. 조윤선
18. 손숙미
19. 이애주
20. 정옥임
21. 김옥이
22. 이두아
23. 최경희
24. 이영애

민주통합당
1. 이미경(4선)
2. 추미애
3. 조배숙(이상 3선)
4. 박영선
5. 신낙균(이상 재선)
6. 이성남
7. 최영희
8. 전혜숙
9. 전현희
10. 김상희
11. 박선숙
12. 김유정
13. 김진애

미래희망연대
1. 송영선(재선)
2. 김을동
3. 정영희
4. 김혜성
5. 김정

자유선진당
1. 이영애
2. 박선영

민주노동당
1. 곽정숙
2. 이정희

제19대
새누리당
1. 박근혜(5선)
2. 나경원(3선)
3. 김을동
4. 김희정
5. 정미경
6. 박인숙
7. 권은희
8. 민병주
9. 윤명희
10. 강은희
11. 신의진
12. 이에리사
13. 김현숙
14. 이자스민
15. 류지영
16. 민현주
17. 손인춘
18. 신경림
19. 문정림
20. 황인자
21. 박윤옥
22. 장정은
23. 정윤숙

더불어민주당
1. 이미경(5선)
2. 추미애(4선)
3. 박영선(3선)
4. 유승희
5. 김영주
6. 김상희
7. 김현미(이상 재선)
8. 서영교
9. 인재근
10. 박혜자
11. 이언주
12. 유은혜
13. 전순옥
14. 은수미
15. 진선미
16. 배재정
17. 남인순
18. 한정애
19. 장하나
20. 김현
21. 최민희
22. 임수경

국민의당
1. 권은희
2. 전정희

정의당
1. 심상정(재선)
2. 김제남

제20대
더불어민주당
1. 추미애(5선)
2. 박영선(4선)
3. 유승희
4. 김영주
5. 김상희
6. 김현미(이상 3선)
7. 전혜숙
8. 서영교
9. 인재근
10. 한정애
11. 전현희
12. 남인순
13. 진선미
14. 유은혜(이상 재선)
15. 백혜련
16. 박경미
17. 송옥주
18. 이재정
19. 문미옥
20. 제윤경
21. 권미혁
22. 정춘숙
23. 정은혜
24. 허윤정

미래통합당
1. 나경원(4선)
2. 이혜훈
3. 박순자(이상 3선)
4. 박인숙
5. 이언주(이상 재선)
6. 김정재
7. 송희경
8. 임이자
9. 최연혜
10. 신보라
11. 전희경
12. 김승희
13. 윤종필
14. 김순례

민생당
1. 조배숙(4선)
2. 박선숙(재선)
3. 신용현
4. 박주현
5. 김수민
6. 김삼화
7. 장정숙
8. 최도자

정의당
1. 심상정(3선)
2. 이정미
3. 추혜선

국민의당
1. 권은희(재선)

열린민주당
1. 손혜원

무소속
1. 이은재(재선)

- 지역구 당선자가 26명(수도권 23명)으로 비례대표 당선자(25명)를 넘어섰으며 경북에서도 여성 국회의원을 처음 배출함.

제21대
더불어민주당
1. 김상희(4선)
2. 서영교
3. 인재근
4. 한정애
5. 남인순
6. 진선미(이상 3선)
7. 백혜련
8. 이재정
9. 정춘숙
10. 송옥주
11. 김진애(이상 재선)
12. 고민정
13. 강선우
14. 임오경
15. 홍정민
16. 이소영
17. 문정복
18. 신현영
19. 권인숙
20. 양이원영
21. 유정주
22. 최혜영
23. 이수진
24. 양경숙
25. 강민정
26. 허숙정

국민의힘
1. 김영선(5선)
2. 김영주(4선)
3. 권은희(3선)
4. 김정재
5. 임이자(이상 재선)
6. 윤희숙
7. 조은희
8. 배현진
9. 김미애
10. 양금희
11. 이인선
12. 김은혜
13. 윤주경
14. 한무경
15. 조수진
16. 정경희
17. 조명희
18. 김예지
19. 이영
20. 전주혜
21. 서정숙
22. 허은아
23. 최연숙
24. 최영희
25. 김은희

정의당
1. 심상정(4선)
2. 이자스민(재선)
3. 류호정
4. 장혜영
5. 강은미
6. 이은주

개혁신당
1. 양향자
2. 양정숙

자유통일당
1. 황보승희

기본소득당
1. 용혜인

무소속
1. 전혜숙(3선)
2. 이수진
3. 윤미향

제22대
더불어민주당
1. 추미애(6선)
2. 서영교
3. 한정애
4. 남인순
5. 진선미(이상 4선)
6. 전현희
7. 백혜련
8. 이재정
9. 이언주
10. 송옥주(이상 3선)
11. 고민정
12. 강선우
13. 이수진
14. 임오경
15. 김현
16. 이소영
17. 최민희
18. 문정복(이상 재선)
19. 전진숙
20. 황정아
21. 박정현
22. 박지혜
23. 김남희
24. 권향엽
25. 서미화
26. 백승아
27. 오세희
28. 강유정
29. 임미애

국민의힘
1. 나경원
2. 조배숙(이상 5선)
3. 김희정
4. 김정재
5. 임이자(이상 3선)
6. 조은희
7. 배현진
8. 김미애
9. 이인선
10. 김은혜
11. 김예지(이상 재선)
12. 서명옥
13. 서지영
14. 조지연
15. 최보윤
16. 최수진
17. 강선영
18. 김소희
19. 김민전
20. 한지아
21. 이달희

조국혁신당
1. 박은정
2. 이해민
3. 김선민
4. 김재원
5. 정춘생
6. 강경숙
7. 백선희

개혁신당
1. 이주영

진보당
1. 정혜경
2. 전종덕

기본소득당
1. 용혜인(재선)